# Bondage

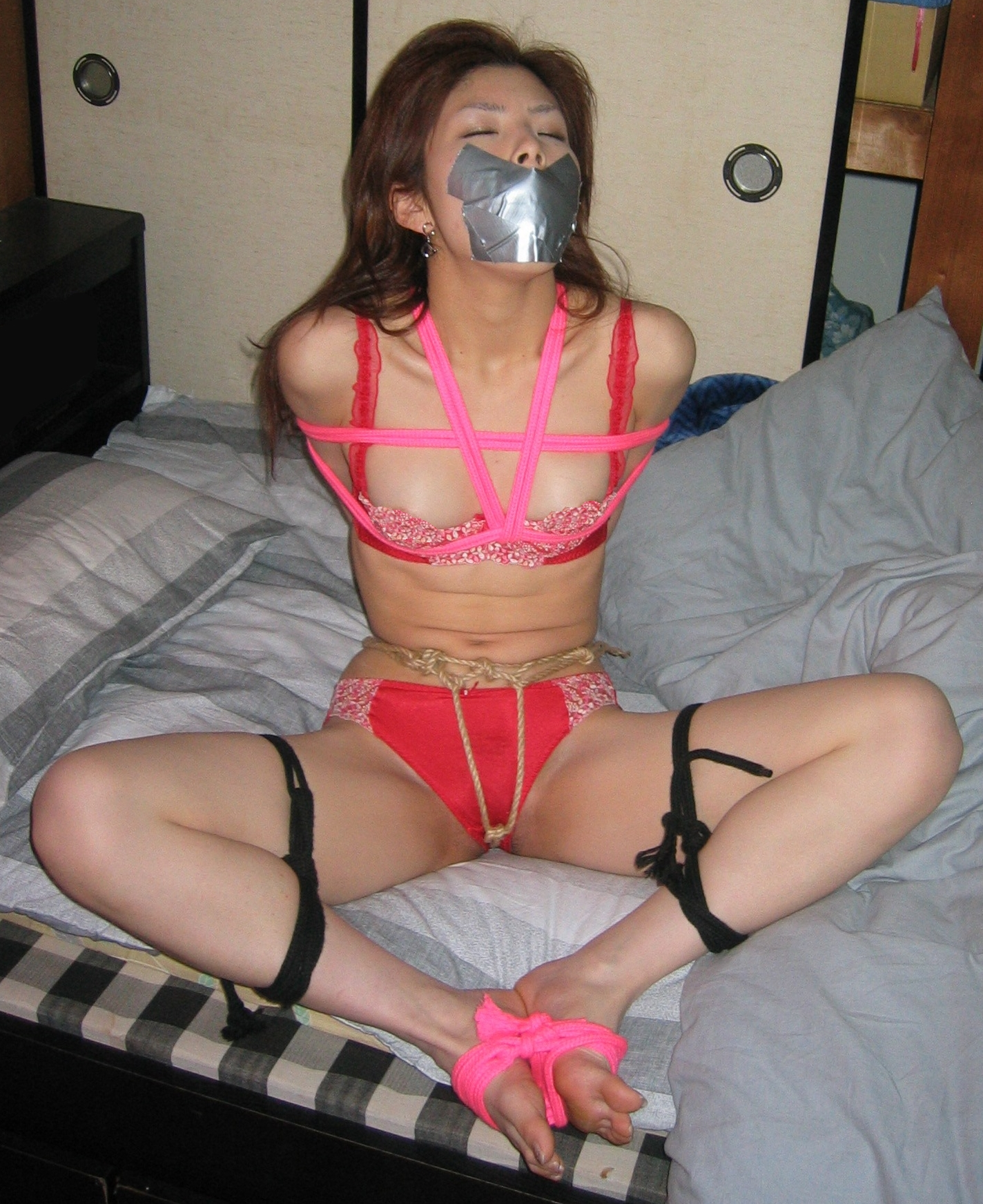
Frogtied

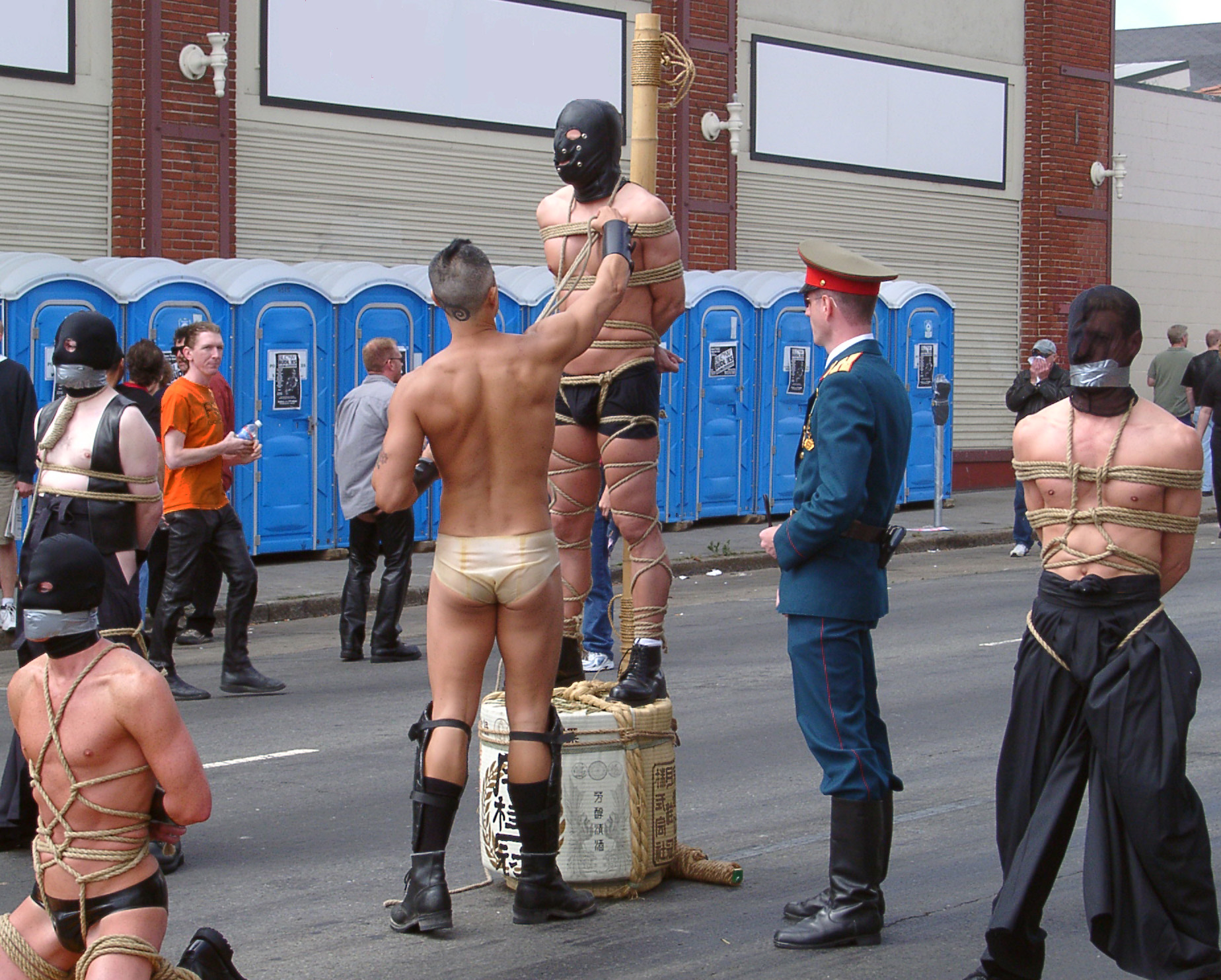
Demonstration av bondage med manliga modeller på festivalen Folsom Street Fair i San Francisco.

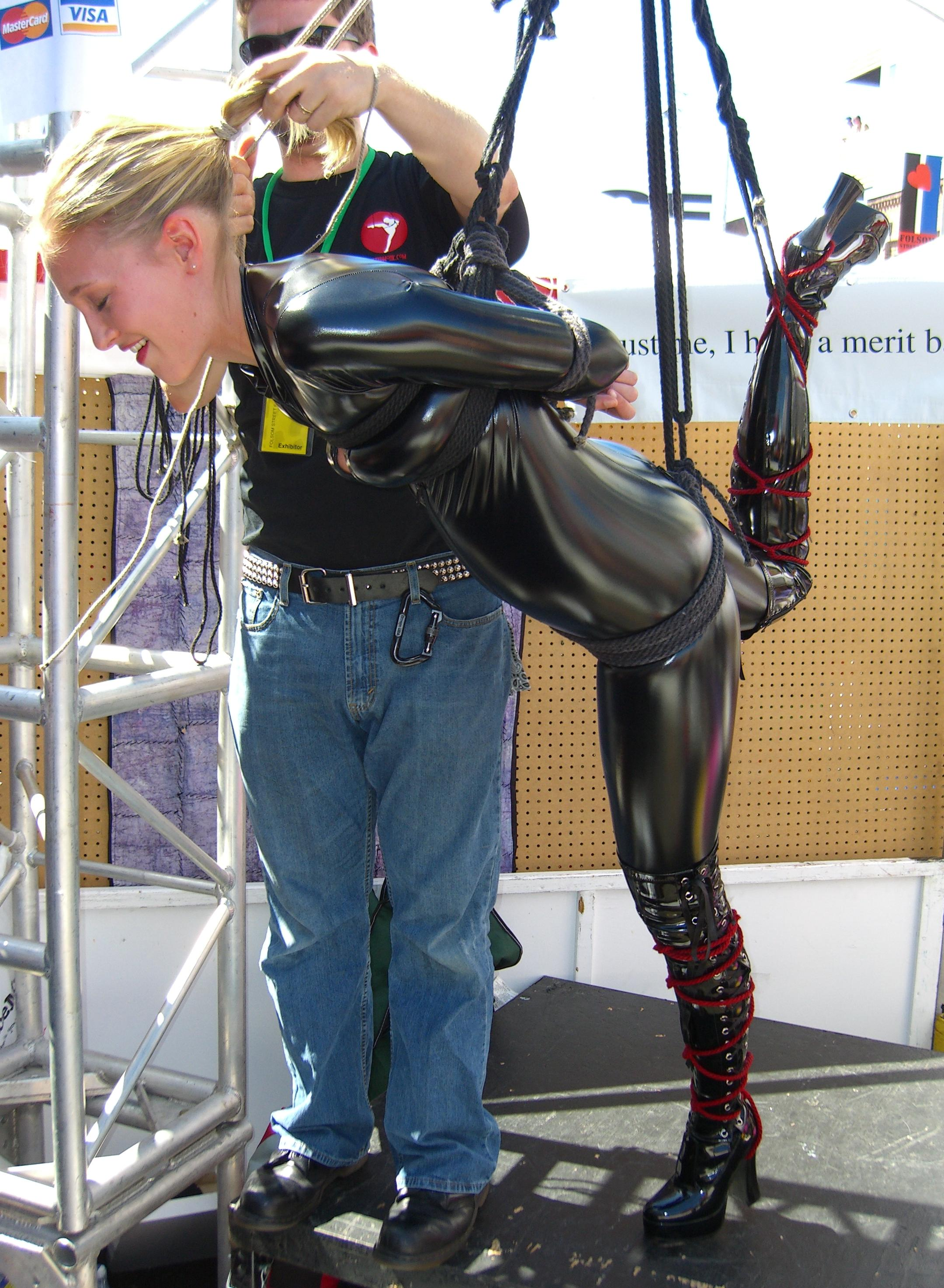
Demonstration av bondage med kvinnlig modell på festivalen Folsom Street Fair i San Francisco.

Bondage (från engelskans "fjättrande") är ett sexuellt beteende där en eller flera personers rörelsefrihet starkt begränsas genom att de hålls fast eller fjättras med rep, bojor, kedjor eller liknande. Syftet är att öka den sexuella njutningen för de fjättrade och i allmänhet även för de som fjättrar. Ren bondage inbegriper varken våld eller tvång utan rörelsebegränsningen sker endast då, och så länge som, de fjättrade vill det. Grundläggande för bondage är ömsesidig tillit, respekt och omtanke.

## Tillvägagångssätt
Sätten att binda på är många men de vanligaste är på ett kors med armar och ben utsträckta eller på en bänk eller en säng. De vanligaste bindningssätten innefattar oftast att händer och fötter binds med rep eller handklovar. Detta kan utföras av alla och på alla. Sätten att binda kan sedan bli mer avancerade och krävande. Riktigt avancerad bondage är ytterst krävande och kräver en elitgymnasts kropp. Det kan då röra sig om att bli bunden i ställningar som liknar de en ormmänniska utför inom cirkusen. Sådan bondage kan vara en njutning att se för sådana som är intresserad av dessa lekar, och den som utför bondage på sin partner kan drömma om att kunna närma sig så avancerade positioner.

### Varianter
Många tror att bondage måste vara av den lite tuffare sorten (som på den andra bilden) men så är inte fallet. Det finns även så kallat soft bondage, där man endast håller i händerna, sätter på handklovar eller helt enkelt där den undergivne skall hålla händerna över huvudet och inte får släppa. Denna senare form av bondage tilltalar många och är betydligt vanligare än man kan tro. 
Bondage finns även i mer konstnärlig form och härrör från japansk bondage, så kallad shibari. Shibari i traditionell österländsk form har gamla anor och lever i dag vidare i japansk inriktning eller mer västerländsk. Shibari går också under namnet kinbaku.
Bondage kan även utföras i kombination med SM-sex, en medveten och överenskommen rollfördelning där en dominant master styr över en undergiven (BDSM). Den undergivnes roll är att lyda och underkasta sig den dominanta som utsätter den undergivne för olika handlingar. Dessa kan, till skillnad från handlingar inom ren bondage, också inkludera handlingar som känns smärtsamma eller förnedrande för den undergivne.

### Säkerhet
Om man utför bondage på ett säkert och förnuftigt sätt och utan alkohol i kroppen är det en helt säker och ofarlig lek för den som blir bunden. Men den som binder måste komma överens med/känna till vad den som blir bunden klarar av. Dessutom använder man sig ofta av så kallade stoppord som innebär att när den bundne säger ett visst ord, till exempel ”rött”, så ska den som binder omedelbart binda upp (alternativt klippa upp) den bundnes rep. Tillgång till sax är ett bra sätt att snabbt kunna frige den bundne om denna får panik eller liknande.
En av dem största riskerna vid bondage är att man binder för hårt, något som kan orsaka känselbortfall, domningar, för stort tryck på inre organ och i värsta fall permanenta nervskador. För att undvika detta så är det viktigt att bara använda sig av högkvalitativa rep när man binder som fördelar trycket jämnt, att lära sig knyta med knopar samt att börja lugnt och lära känna sina och sin partners begränsningar. 
Ingen som binder vill skada den bundne eftersom det då inte är bondage längre, utan något helt annat. Att åsamka någon sådan skada kan dessutom vara straffbart enligt brottsbalken 3 kap 5 §.